# Оксид гафнію
Оксид гафнію(IV) — бінарна неорганічна сполука металу гафнію та кисню з формулою
HfO2, безбарвні кристали або білий порошок, нерозчинний у воді, з розчинів солей виділяється у вигляді кристалогідрату.

## Отримання
Спалювання металевого гафнію у кисні:
{\displaystyle {\ce {Hf + O2 ->[{\ce {700\ ^{o}C}}] HfO2}}}.
Дією перегрітої пари на металічний гафній:
{\displaystyle {\ce {Hf + 2 H2O ->[{\ce {300\ ^{o}C}}] HfO2 + 2 H2}}}.
Розкладанням при нагріванні дигідроксид-оксиду гафнію:
{\displaystyle {\ce {HfO(OH)2 ->[{\ce {600-1000\ ^{o}C}}] HfO2 + H2O}}}.
Окисненням киснем хлориду гафнію(IV):
{\displaystyle {\ce {HfCl4 + O2 ->[{\ce {500\ ^{o}C}}] HfO2 + 2 Cl2}}}.
Розкладанням при нагріванні оксид-дихлориду гафнію:
{\displaystyle {\ce {2 HfOCl2 ->[{\ce {300\ ^{o}C}}] HfO2 + HfCl4}}}.
Розкладанням перегрітою па́рою оксид-дихлориду гафнію:
{\displaystyle {\ce {HfOCl2 + H2O ->[{\ce {300\ ^{o}C}}] HfO2 + 2 HCl}}}.
Піролізом оксалату, сульфату та інших солей гафнію:
{\displaystyle {\ce {Hf(C2O4)2 ->[{\ce {T}}] HfO2 + 2 CO2 + 2 CO,}}}
{\displaystyle {\ce {Hf(SO4)2 ->[{\ce {T}}] HfO2 + 2 SO3}}}.

## Фізичні властивості
Оксид гафнію (IV) являє собою безбарвні кристали, в дрібнодисперсному стані — білий порошок, що кристалізується в декількох кристалічних модифікаціях:
- Моноклінна сингонія, параметри комірки a = 0,511 нм, b = 0,514 нм, c = 0,528 нм, β = 99,73°, густина 9,68 г/см³, стійкий за температури нижче 1650 °С.
- Тетрагональна сингонія, параметри комірки a = 0,514 нм, c = 0,525 нм, густина 10,01 г/см³, стійкий при температурі від 1650 °С до ≈2500 °С.
- Кубічна сингонія, параметри комірки a = 0,511 нм, густина10,43 г/см³, стійкий за температури вище ~2500 °С.

Не розчиняється у воді, р ПР = 63,94.
Діоксид гафнію є малопридатним матеріалом для промислового виробництва через присутність в ньому кисню, незначні домішки якого негативно впливають на механічні якості металу – метал стає дуже крихким, погано піддається обробці.

## Застосування
Гафній використовується в оптичних покриттях і як діелектрик з високою діелектричною проникністю в конденсаторах DRAM і в передових пристроях метал-оксид-напівпровідник. Оксиди на основі гафнію були представлені Intel у 2007 році як заміна оксиду кремнію в ізоляторі затвора в польових транзисторах. Перевагою для транзисторів є його висока діелектрична проникність: діелектрична проникність HfO2 в 4-6 разів вища, ніж у SiO2. Діелектрична проникність та інші властивості залежать від способу осадження, складу та мікроструктури матеріалу.
Оксид гафнію (а також легований і дефіцитний оксид гафнію) привертає додатковий інтерес як можливий кандидат для пам’яті з резистивним перемиканням і CMOS-сумісних сегнетоелектричних польових транзисторів (пам’ять FeFET) і мікросхем пам’яті.
Через свою дуже високу температуру плавлення гафній також використовується як вогнетривкий матеріал в ізоляції таких пристроїв, як термопари, де він може працювати при температурах до 2500 °C.
Багатошарові плівки з діоксиду гафнію, кремнезему та інших матеріалів були розроблені для використання в пасивному охолодженні будівель. Плівки відбивають сонячне світло та випромінюють тепло на довжинах хвиль, які проходять через земну атмосферу, і можуть мати температуру на кілька градусів нижче, ніж навколишні матеріали за тих самих умов.